# كريستوفر ياكوبسن
كريستوفر ياكوبسن (14 سبتمبر 1994 - ) هو لاعب كرة قدم دانمركي في مركز الوسط. شارك مع منتخب الدنمارك لكرة القدم.

## وصلات خارجية
- كريستوفر ياكوبسن على موقع الاتحاد الأوربي (الإنجليزية)
- كريستوفر ياكوبسن على موقع قاعدة بيانات كرة القدم.إي يو (الإنجليزية)
- كريستوفر ياكوبسن على موقع ناشيونال فوتبول تيمز (الإنجليزية)
- كريستوفر ياكوبسن على موقع Soccerway.com (الإنجليزية)
- كريستوفر ياكوبسن على موقع عالم كرة القدم.نت (الإنجليزية)
- كريستوفر ياكوبسن على موقع GSA (الإنجليزية)